# Sideritis hirsuta
La zajareña (Sideritis hirsuta) es una planta de la familia de las lamiáceas

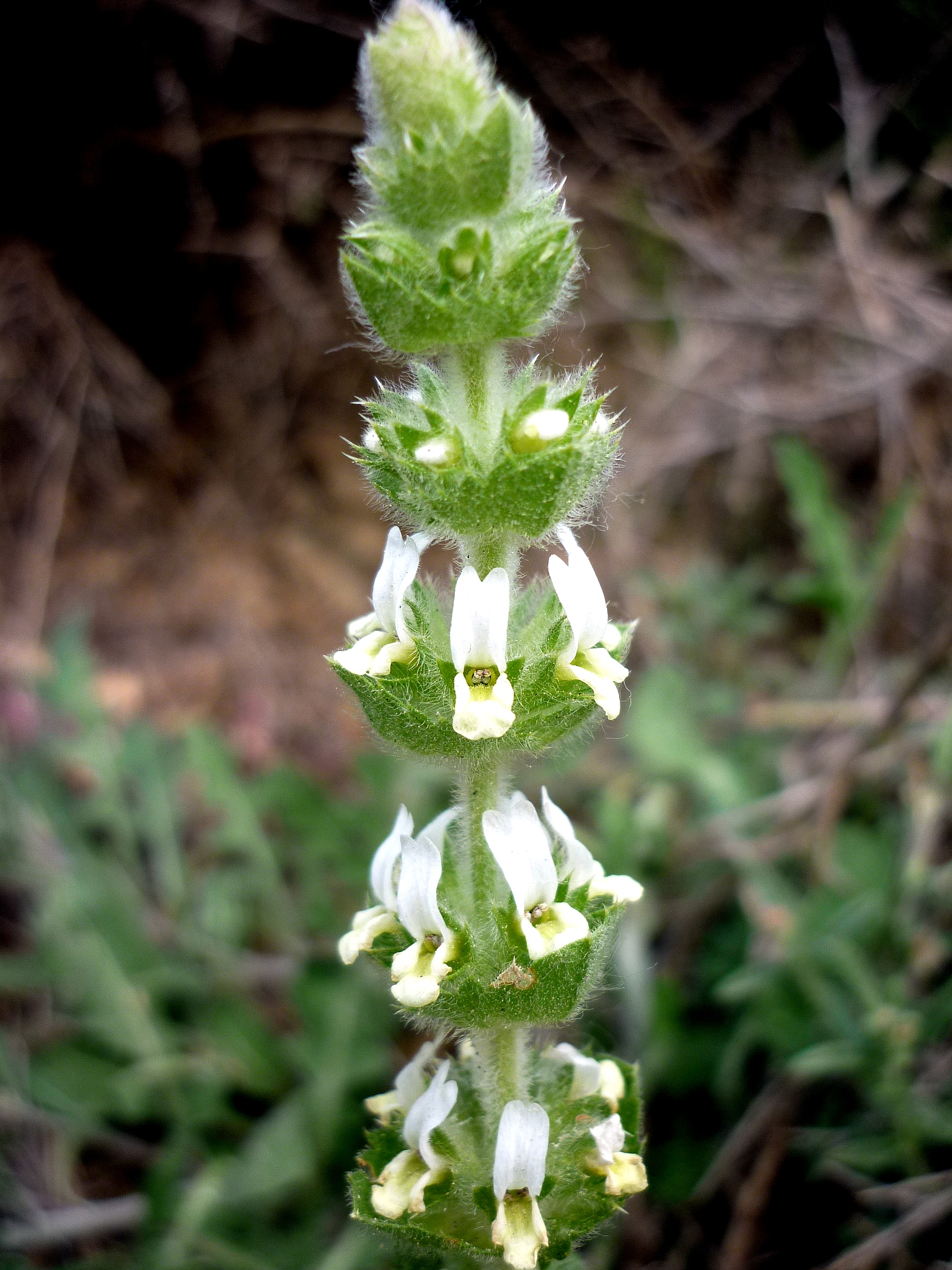
Inflorescencia

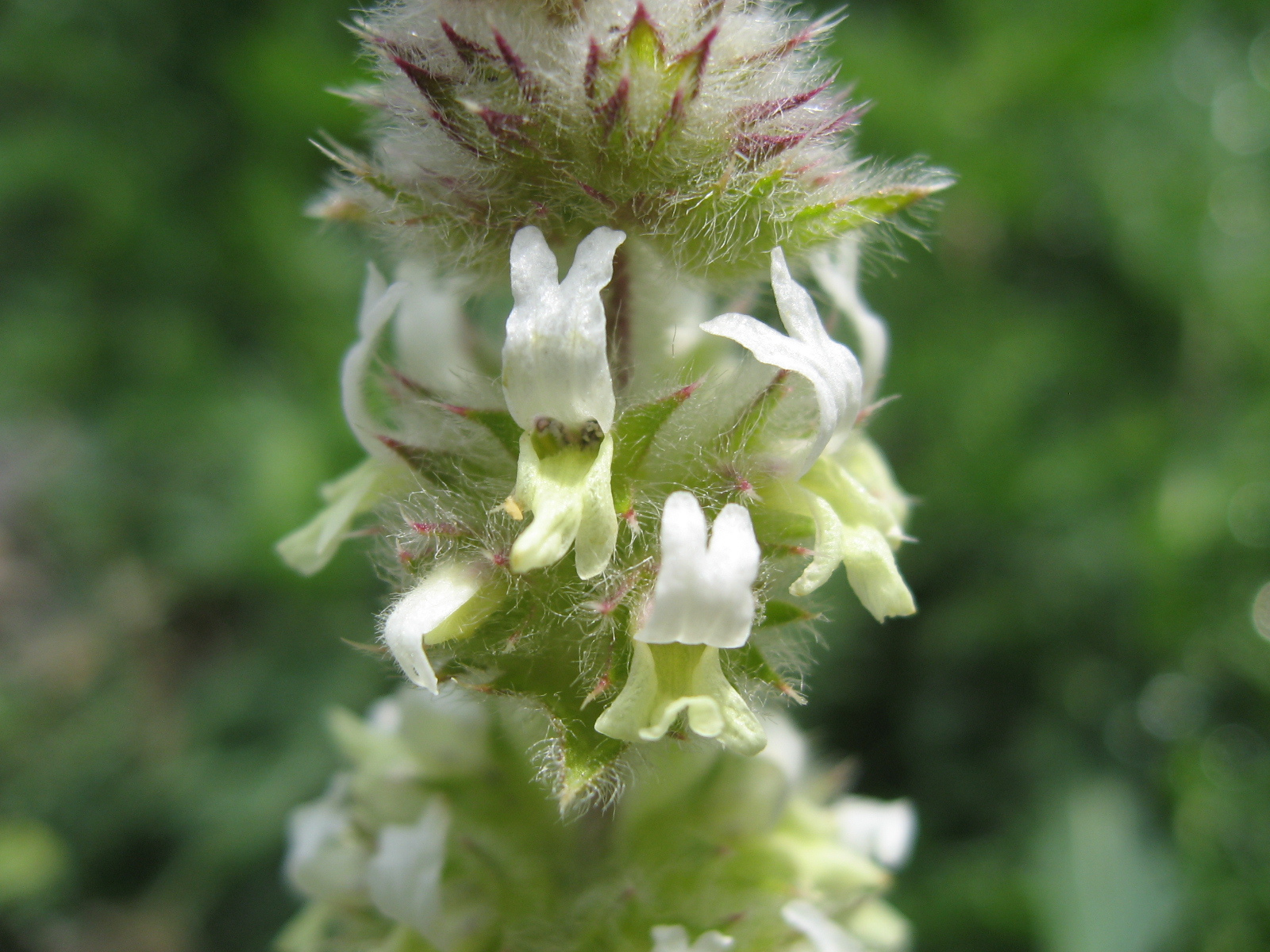
Flores

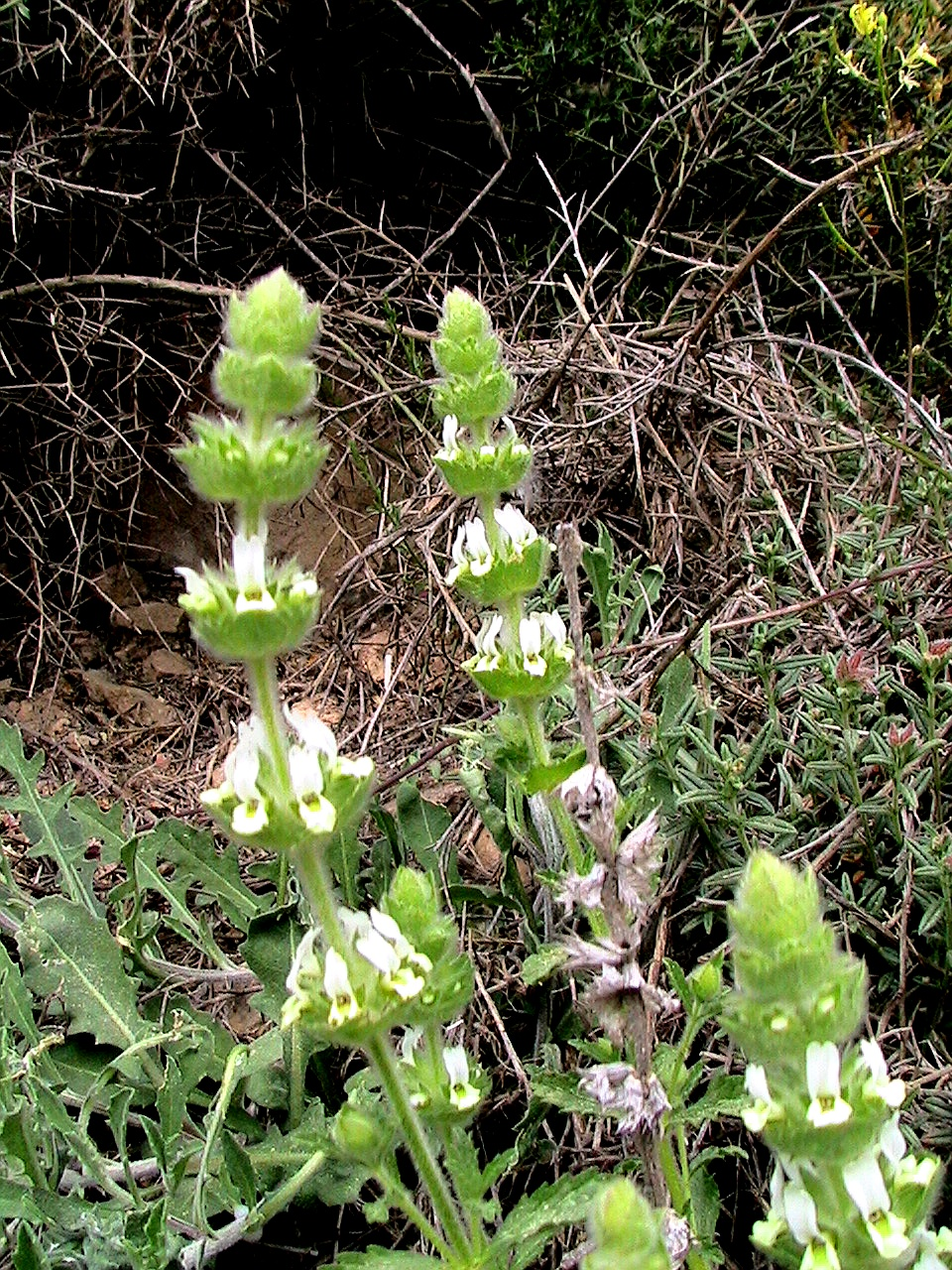
Vista de la planta

## Descripción
Planta de 10-35 cm, de tallos con pelos largos y ásperos; hojas opuestas sobre ellos, más largas que anchas, con contorno de huevo, dentadas. Flores blancas, de en torno a 1 cm, labiadas, con el labio superior partido y levantado, como orejitas de conejo y el inferior colgante. Se disponen sobre el tallo, en grupos bastante separados unos de otros, de unas 5-6 flores. formando largas espigas. Cuando las flores caen quedan los verdes cálices en los que maduran los frutos.

## Distribución y hábitat
En la península ibérica, sur de Francia e Italia.
En España en Castilla y León y Sierra Nevada. Crece dispersa en praderas, sobre suelos pedregosos soleados, laderas, viñedos, olivares y cunetas.Florece en primavera y verano.

## Taxonomía
Sideritis hirsuta fue descrita por  Carlos Linneo y publicado en Sp. Pl. 575 1753.
Citología
Números cromosomáticos de Sideritis hirsuta  (Fam. Labiatae) y táxones infraespecificos: 2n=30: 2n=28: 2n=34
Etimología
Ver: Sideritis
hirsuta: epíteto latino que significa "áspero, peludo".
Sinonimia
- Sideritis leroyana Sennen, Pl. Espagne 1924 n.º 5223 (1924-1925)
- Sideritis tomentosa Pourr. in Hist. & Mém. Acad. Roy. Sci. Toulouse 3: 328 (1788)[7]
- Fracastora hirsuta (L.) Bubani
- Sideritis hirtula Brot.
- Sideritis hispanica Mill.
- Sideritis hyssopifolia var. australis Coulomb
- Sideritis hyssopifolia f. corbariensis Coulomb
- Sideritis hyssopifolia subsp. hirtula Nyman
- Sideritis moorei Peris & al.
- Sideritis nemausensis Jord. & Fourr.
- Sideritis obonisriveraeque Stübing & al.
- Sideritis rossii Peris & al.
- Sideritis rotundifolia Willd. ex Benth.
- Sideritis scordioides subsp. hirtula (Brot.) Nyman
- Sideritis vulgaris (Willk.) Coulomb & J.-M.Tison[9]

## Nombre comunes

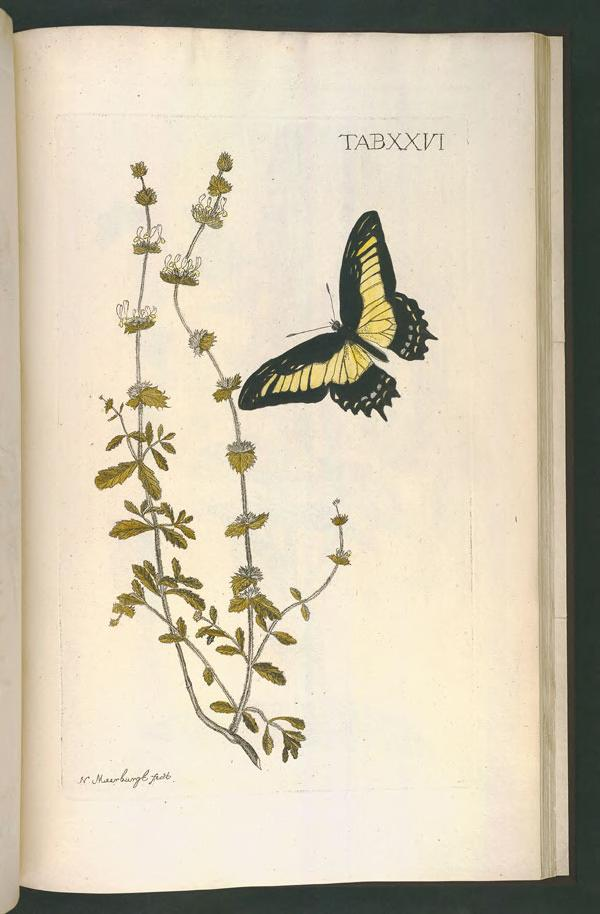
Ilustración del Jardín Botánico de Missouri, 1775.

- Ilustración del Jardín Botánico de Missouri, 1775.Castellano: Castellano: azareña, bocheta, cannaillo (2), cola de gato, garranchillo (2), garranchuela (3), garranchuelo (2), malrrubillo, manrubillo (2), marrubillo (2), maza de Hércules, nasareña, ortiga blanca, rabo de gato (12), rabogato (13), rabogato de monte (2), sahareña, sajambre, sajareña (5), sapera, siderita (5), sideritis, siderítide (3), tetrail, té de Mariola, té de campo, té del páramo, yerba sanjuanera, zagareja, zahareña (10), zahareña basta, zajareña.(el número entre paréntesis indica las especies que tienen el mismo nombre en España)[10][7]